# Crotalaria plowdenii
Crotalaria plowdenii är en ärtväxtart som beskrevs av John Gilbert Baker. Crotalaria plowdenii ingår i släktet sunnhampor, och familjen ärtväxter. Inga underarter finns listade i Catalogue of Life.